# اسماعیل جباری
اسماعیل جباری دانشیار دانشگاه کارولینای جنوبی است. او در سطح بین‌المللی به خاطر تحقیقاتش در حوزه مواد بیومیمتیک مورد استفاده در کاربردهای دارورسانی و مهندسی بافت شناخته شده‌است.